# Еусебіо Гіларте Вера
Еусебіо Гіларте Вера (ісп. Eusebio Guilarte Mole; 1805—1849) — болівійський політик, який у 1847—1848 роках займав пост президента країни.

## Біографія
Гіларте був військовим офіцером (незвичайний вибір на той час), брав участь у битвах під командуванням Санта-Круса. Президент Хосе Бальївіан призначив його на посаду посла в Бразилії. Згодом президент відкликав Гіларте та призначив його до складу Державної ради.
Неспроможний утримати владу на тлі змови Мануеля Бельсу, Бальївіан наприкінці 1847 року передав владу генералу Гіларте як голові Державної ради й залишив столицю. На останнього покладалось завдання прикрити вихід Бальївіана з міста. Він намагався домовитись із повстанцями, але був скинутий менше, ніж за два тижні. Йому було дозволено жити під домашнім арештом у тихоокеанському порту Кобіха. Там Гіларте підхопив інфекцію та помер за два роки, 1849.